# ثورة شيوعية
الثورة الشيوعية (بالإنجليزية: Communist Revolution)‏ هي ثورة اجتماعية، تنقل المجتمع- بشكل حاسم وجذري وكثيرا ما يرافقها أو يعقبها استخدام للعنف- من النظام الرأسمالي، إلى السير على طريق بناء النظام الاشتراكي، تهدف هذه الثورة إلى تحرير العلاقات الإنسانية من مبدأ جواز استغلال الإنسان للإنسان، وذلك من خلال إحلال المساواة المعنوية والمادية وإلغاء ظاهرة الملكية الفردية لوسائل الإنتاج والتوزيع والتبادل، وما يرافقه ذلك من امتيازات مادية. وتمركز اجتماعي للطبقة المالكة، ومن قهر وحرمان وتخلف للطبقات الفقيرة.

## مدارس اشتراكية
ويوجد عدة مدارس اشتراكية رئيسية تختلف نظرتها بعضها عن بعض إلى الثورة الاشتراكية، فهناك النظرية الماركسية، وهناك نظرية اليسار القومي، وهناك الاشتراكية الديمقراطية اليمينية. ولعل المدرسة الأخيرة قد فقدت إيمانها بالثورة الاشتراكية، عندما تحولت إلى اتباع النهج الإصلاحي للنظام الرأسمالي، وابتعدت عن الحسم والجذرية و«الثورة» في التطبيق الاشتراكي، وغابت عندها النظرة الثورية الاشتراكية، أما ماركس و(أنصاره)، فينظر إلى الاشتراكية على أنها نتاج طبيعي للعملية الجدلية المادية، ولتطور المجتمع من المرحلة التي تلي المرحلة الرأسمالية بقيادة البروليتاريا، التي تبادر من خلال الثورة الاشتراكية إلى تقويض الدولة البورجوازية وإلى إقامة ديكتاتورية البروليتاريا، مع ما يرافق ذلك من إلغاء للملكية الفردية، وتصفية للطبقات المالكة القديمة، وذلك كمقدمة لانتشار الثورة الشتراكية على نظاق عالمي، تمهيدا لبناء الشيوعية الأممية، وإلغاء الدولة، وتطبيق مبدأ:

من كل حسب طاقته، ولكل حسب حاجته

## لينين والثورة الاشتراكية
وقد طور لينين هذه النظرة من خلال تحليله للإمبريالية، والنظام الرأسمالي في مرحلة تأزمه. فقال بحصول الثورة في الحلقة الإمبريالية الأضعف (لا الأكثر تقدما كما ذهب ماركس)، وضرورة بناء الاشتراكية في بلد واحد أو عدة بلدان، واتباع سياسة التعايش السلمي بين الأنظمة المتصارعة، عوضا عن الدخول في معارك مفتوحة، وصراع عنيف دائم مع الأنظمة الطبقية المادية، وذلك لحماية الثورة الاشتراكية حين تتحقق في روسيا أو في غيرها من البلدان. وذهب لينين إلى القول بإمكانية تحول الثورات الوطنية –البورجوازية- الديمقراطية، إلى ثورات اشتراكية. كما حدد لينين ملامح الثورة الاشتراكية في المفهوم الشيوعي في مرحلة ديكتاتورية البروليتاريا بالنسبة إلى التحويل الاشتراكي في الريف والاقتصاد المخطط والثورة الثقافية إلخ.. إلا أن العديد من الأحزاب الشيوعية والمفكرين الشيوعيين، أدخلوا تعديلات جذرية على نظريات لينين.

## رأي اليسار القومي
أما اليسار القومي وأنصار الثورة الاشتراكية في العالم الثالث، فيرون أن الثورة الاشتراكية هي حصيلة النضال من أجل تحقيق التحرر الإنساني من الاستغلال والتبعية، ومن أجل إحقاق عدالة اجتماعية وبناء قاعدة صلبة من الديمقراطية الشعبية. وإطلاق إماكنيات الجماهير، ونهضة الأمة، ولإغناء حياة المجموع والفرد، تمهيدا للمساهمة في تقدم مسيرة الحضارة الإنسانية وإن مثل هذه الثورة، تتحقق بواسطة التحالف بين القوى والطبقات الثورية التقديمة المعادية للإمبريالية والرأسمالية، من عمال وفلاحين ومثقفين ثوريين وعسكريين وطنيين تقدميين، ومن خلال تحويل الدولة من أداة لقهر الجماهير إلى أداة للتغيير الثوري المنشود كما يجرى تأميم وسائل الإنتاج الرئيسية، وإعادة تخطيط الاقتصاد، وتصحيح مناهج التعليم والتربية والثقافة والإعلام، وبهدف نشر الوعي والثقافة الثورية على أو سع نطاق جماهيري ممكن، ولاسيما بالنسبة للأجيال الطالعة.

## مقارنة النظرة الماركسية ونظرة اليسار القومي
ومن شأن المقارنة بين المدرستين الاشتراكيتين الثوريتين، الاستدلال على بعض الفوارق الهامة، فالمدرسة الماركسية تقول بنظرية الحتمية التاريخية. فتكاد الثورة تحصل بشكل ميكانيكي (ومن هنا أهمل ماركس دور الحزب) وتركز على الجماعة على حساب الفرد (تنادي بديكتاتورية طبقية)، وتهمل أهمية اعتبار العامل القومي في النضال وكإطار للمجتمع (تركز على الثورة الأممية) وتنظر نظرة غير عميقة لتفاعل البناء الفوقي مع البناء التحتي. فتهمل تأثير العوامل القيمية والروحية والمعنية في التصرف الإنساني. أما اليسار القومي، فيولي الروابط القومية أهمية موضوعية ونضالية، ويركز على أهمية الجماعة دون إهمال الفرد، ويحرص على الديمقراطية دون أن يكون ذلك عنده وسيلة للتساهل مع القوى المعادية للثورة الاشتراكية، كما يولي النواحي الأخلاقية والمعنوية والثقافية أهمية كبيرة. وفي العالم الثالث، ترتبط الثورة الاشتراكية بالنضال الجماهيري ضد الإمبريالية، وكثيرا ما تكون مناهضة الاستعمار طريقا لتعبئة الجماهير وإطلاق قواها فتحقق، عن طريق المشاركة الشعبية، ثورات وطنية ديمقراطية، قابلة للتحول بسرعة إلى التوجه لبناء الثورة الاشتراكية. ذلك لأن العملية النضالية، والطموح إلى تحقيق التقدم، يفرزان أعداء الجماهير ومعوقات تقدمها. ويضعفان الطبقات المستغلة في الخندق المعادي، فيتصل بذلك النضال القومي مع النضال الاجتماعي.